# Apamea inordinata
Apamea inordinata là một loài bướm đêm thuộc họ Noctuidae. Nó được tìm thấy ở Hoa Kỳ, bao gồm New York, Massachusetts, Pennsylvania, Colorado và California. In Canada nó được tìm thấy ở Ontario, Quebec, New Brunswick, Nova Scotia, British Columbia, Alberta, Saskatchewan và Manitoba.
Sải cánh dài khoảng 34 mm.

## Phụ loài
- Apamea inordinata inordinata (Morrison, 1875)
- Apamea inordinata semilunata (Grote, 1881)
- Apamea inordinata olympia Crabo, 2009